# Bassano (Musikerfamilie)
Die Musikerfamilie Bassano, die ab der Mitte des 16. Jahrhunderts in der Hofkapelle Heinrichs VIII. wirkte und den italienischen Einfluss auf die Musik in England für lange Zeit bestimmte, bestand in der ersten Generation aus den Söhnen des Jeronimo Bassano, eines italienischen Instrumentalisten und Musikinstrumentenbauers aus Bassano del Grappa in der Provinz Vicenza. Mitglieder dieser Familie wurden urkundlich zuerst in den Archiven der Scuola di San Marco erwähnt als Instrumentalisten der Hofmusik des Dogen von Venedig. Sie ließen sich um 1540 in London nieder. Die Brüder wurden zwischen 1510 und 1520 geboren. Vermutlich waren sie jüdische Konvertiten, die vor der Inquisition aus dem Einflussbereich der Römisch-katholischen Kirche flohen.

## Anthony Bassano
Anthony Bassano setzte die Tradition seines Vaters in England fort. Er war als erster der Brüder nach London vorausgereist. Nach Verhandlungen mit dem venezianischen Agenten des Königs holte er seine Brüder nach. Er selbst hatte zehn Kinder, seine fünf Söhne – Mark Anthony, Arthur, Edward, Andrea und Jeronimo – waren ebenfalls als Musiker in der Hofkapelle Heinrichs angestellt. Seine Tochter Lucreece heiratete den französischen Musiker Nicholas Lanier den Älteren, den Großvater des Komponisten Nicholas Lanier. Er starb im Jahr 1574.

## Jacomo Bassano
Jacomo Bassano folgte seinen Brüdern zunächst nach England, wo er neben seinem Dienst in der Hofkapelle auch als Instrumentenbauer und Weinimporteur tätig wurde. Nach dem Tode des Vaters kehrte er wieder in die Heimat zurück. Vermutlich führte er hier dessen Instrumentenwerkstatt weiter. Er starb 1566 in Italien.

## Alvise Bassano
Alvise Bassano scheint vor 1540 bereits mehrmals England bereist zu haben, davon einmal in seiner Jugend als Sackpfeifer. Er wird in den zeitgenössischen Quellen als Alvisy de Blasia erwähnt, was darauf hindeutet, dass er in der venezianischen Kirche San Biasio als Musiker gearbeitet haben könnte. 1528 kehrte er nach Venedig zurück. Anhand der über ihn erhaltenen Dokumente lässt sich nachweisen, dass er von 1531 bis 1536 mit den Brüdern Jasper, John und Anthony schon einmal in Diensten des Königs gestanden hatte. Alvise starb 1554 in England. Von seinen Nachkommen sind mindestens zwei Söhne, Augustine und Lodovico, als Musiker belegt.

## Jasper Bassano
Jasper Bassano gehörte zu den Brüdern, die bereits zwischen 1531 und 1536 in England gewesen und in der Hofkapelle Heinrichs VIII. angestellt gewesen waren. Er starb 1577 in England.

## John Bassano
John Bassano gehörte ebenfalls zu den Vieren, die zwischen 1531 und 1536 in England gewesen waren. Er starb 1570 dort.

## Baptista Bassano
Baptista Bassano bereiste England erstmals um 1537, ein Jahr nach der Rückkehr seiner vier Brüder nach Italien. Er hatte mit Margaret Johnson, mit der er nicht verheiratet gewesen zu sein scheint, die Tochter Emilia Baptista, die später die Geliebte William Shakespeares und die Mutter des Flötisten Henry Lanier wurde. Er starb 1570 in England.